# آبالاک
آبالاک (به لاتین: Abalak) در نیجر با جمعیت ۱۲٬۷۶۴ نفر است که در Abalak Department واقع شده‌است.